# Teolinda Gersão
Teolinda Gersão (Coimbra, 30 gennaio 1940) è una scrittrice portoghese.

## Biografia
Formatasi in Germanistica e Anglistica a Coimbra, a Tubinga e a Berlino, è stata docente alla Faculdade de Letras dell'Università di Lisbona e poi ordinaria all'Universidade Nova di Lisbona, prima di dedicarsi esclusivamente all'attività di scrittrice. Oltre che in Germania, ha vissuto anche in Brasile, a San Paolo e in Mozambico, a Maputo.

### Premi
Ha ricevuto il Grande Prémio de Romance e Novela dall’Associação Portuguesa de Escritores per il romanzo A Casa da Cabeça de Cavalo nel 1995 e, tra gli altri, il Grande Prémio de Conto Camilo Castelo Branco per Big Brother isn't watching you e altre storie, nel 2002.

## Opere
- O Silêncio (1981)
- Paisagem com Mulher e Mar ao Fundo (1982)
- História do Homem na Gaiola e do Pássaro Encarnado (1982)
- Os Guarda-Chuvas Cintilantes (1984)
- O Cavalo de Sol (1989)
- A Casa da Cabeça de Cavalo (1995)
- A Árvore das Palavras (1997)
- Os Teclados (1999)
- Os Anjos (2000)
- O Mensageiro e Outras Histórias com Anjos (2003)
- Histórias de Ver e Andar (2003)
- A Mulher que Prendeu a Chuva (2007)
- A Cidade de Ulisses (2011)
  - Pubblicato in Italia con il titolo La città di Ulisse, Perugia, Edizioni dell'Urogallo, 2013, traduzione di Alessandra Della Penna. ISBN 978-88-97365-21-1.
- Os Teclados & Três Histórias com Anjos (2012)
- As Águas Livres (2013)
- Passagens (2014)
- Prantos, Amores e Outros Desvarios (2016)
- Atrás da Porta e Outras Histórias (2019)
- Alice e Outras Mulheres (2020)
- O Regresso de Júlia Mann a Paraty (2021)